# Boštjan Nachbar
Boštjan Nachbar, né le 3 juillet 1980 à Slovenj Gradec (alors en Yougoslavie), est un joueur slovène de basket-ball. Il évolue au poste d'ailier.

## Biographie
En janvier 2010, Nachbar rejoint l'UNICS Kazan.
En juillet 2013, il est recruté par le FC Barcelone.
Il est nommé meilleur joueur de la 7e journée de la saison régulière de l'Euroligue avec une évaluation de 31 (23 points à 4 sur 6 à deux points et 3 sur 5 à trois points et 9 rebonds) dans une victoire face au Fenerbahçe Ülker.

## Palmarès

### Sélection nationale
- Championnat du monde
  - Participation au Championnat du monde 2006 au Japon
- Championnat d'Europe
  - 6e au Championnat d'Europe 2005 en Serbie-Monténégro
  - 10e au Championnat d'Europe 2003 en Suède